# Nunbergia exosternoides
Nunbergia exosternoides är en skalbaggsart som beskrevs av Miłosz A. Mazur 1978. Nunbergia exosternoides ingår i släktet Nunbergia och familjen stumpbaggar. Inga underarter finns listade i Catalogue of Life.